# Yélamos de Abajo
Yélamos de Abajo község Spanyolországban, Guadalajara tartományban. Yélamos de Abajo Brihuega, Yélamos de Arriba, San Andrés del Rey, Peñalver és Irueste községekkel határos. Lakosainak száma 58 fő (2024).

## Népesség
A település népessége az utóbbi években az alábbiak szerint változott:
| Lakosok száma | 104  | 84   | 77   | 65   | 70   | 61   | 64   | 71   | 62   | 58   |
|               | 2001 | 2004 | 2006 | 2009 | 2011 | 2014 | 2016 | 2019 | 2021 | 2024 |